# Орден «Мардлик»
Орден Мужества (узб. Mardlik ordeni) — государственная награда Республики Узбекистан. 

## История
Президент Узбекистана Ислам Каримов 11 сентября 2012 года подписал закон «Об учреждении ордена «Мардлик». Законодательная палата Олий Мажлиса Узбекистана приняла закон 8 августа и Сенат одобрил документ 30 августа. Закон вступил в силу с 12 сентября.

## Положение
1. Орденом «Мардлик» награждаются военнослужащие и другие граждане Республики Узбекистан, посвятившие себя защите Родины и служению Отечеству, проявившие при этом мужество и отвагу. В исключительных случаях орденом «Мардлик» могут награждаться и лица, не являющиеся гражданами Республики Узбекистан.
2. Орденом «Мардлик» награждает Президент Республики Узбекистан. Указ о награждении публикуется в печати и других средствах массовой информации.
3. Представление к награждению, награждение, а также вручение ордена «Мардлик» производятся в порядке, предусмотренном Законом Республики Узбекистан «О государственных наградах».
4. Лица, награжденные орденом «Мардлик», получают единовременное денежное вознаграждение в размере пятнадцатикратной минимальной заработной платы и пользуются льготами, устанавливаемыми законодательством.
5. Орден «Мардлик» носится на левой стороне груди.
6. При посмертном награждении орденом «Мардлик» орден, документ о награждении и единовременное денежное вознаграждение вручаются семье награжденного.

## Описание
Знак ордена изготавливается из медного сплава, покрытого золотом толщиной 1 микрон. Высота ордена 50 миллиметров, ширина 41 миллиметр, толщина 4,5 миллиметра.
Знак сборный, его основание представляет собой фигурный геральдический щит с ободком синей эмали с декоративными золотистыми заклепками, на который крепится рельефная восьмиконечная звезда. Вершины звезды выполнены в виде пучков расходящихся золотистых овальных лучей. Расстояние между противоположными концами звезды 45 миллиметров.
На восьмиконечную звезду крепится накладной медальон диаметром 30 миллиметров в виде выпуклого, стилизованного под старину круглого восточного щита с декоративными заклепками. По обе стороны щита обрамление из рельефных золотистых лавровых ветвей в виде венка. Снизу венка, на фоне стилизованной ленты белой эмали с золотистым ободком размещено название ордена «MARDLIK». Надпись выполнена выпуклыми заглавными буквами ярко-красной эмали. Шрифт «MILLENIUM BdExBT», кегль 20.
Выше восточного щита изображен мусамман голубой эмали с позолоченными полумесяцем и звездой. По бокам мусаммана на фоне восьмиконечной звезды рельефно изображены эфесы двух перекрещивающихся старинных восточных сабель, а снизу — концы их длинных изогнутых клинков.
Завершает композицию знака ордена барельефное, полупрофильное, погрудное изображение воина в полевой форме одежды, расположенное по центру щита на фоне белой эмали с расходящимися золотистыми солнечными лучами.
На оборотной стороне ордена рельефное изображение Государственного герба Республики Узбекистан диаметром 22 миллиметра. В нижней части нанесен номер ордена отчеканенным шрифтом размером 2 миллиметра.

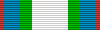
Планка орденской ленты

Орден при помощи ушка и кольца соединяется с пятиугольной колодочкой, обтянутой муаровой лентой с четырехцветными полосами. Ширина ленты 24 миллиметра. В центре ленты белая полоса шириной 8 миллиметров. От нее по обе стороны – зеленые полосы шириной по 3 миллиметра. Далее – полосы голубого цвета по 4 миллиметра. Края ленты окантованы красными полосками шириной 1 миллиметр. Высота колодочки 48 миллиметров, ширина 46 миллиметров.
На оборотной стороне колодочки имеется приспособление в виде булавки для крепления ордена к одежде.